# Серебровский, Владимир Глебович
Владимир Глебович Серебровский (13 ноября 1937, Самара — 13 апреля 2016, Москва) — советский и российский театральный художник, народный художник Российской Федерации (2007), заслуженный деятель искусств Российской Федерации (1998), член Союза Художников и Союза Театральных деятелей, член комиссии по сценографии Союза театральных деятелей, главный художник МХАТ им. Горького.

## Биография

### Происхождение
Родился в Самаре, был назван и получил фамилию от деда, Владимира Васильевича Серебровского. Владимир Васильевич был сыном крепостных крестьян, который окончил духовную семинарию, где и получил фамилию Серебровский, затем был распределен в Нижний Новгород, в один из старообрядческих приходов.
Отец — Глеб Владимирович Серебровский — советский оперный певец (бас), заслуженный артист РСФСР (1934). Дважды лауреат Сталинской премии второй степени (1947) за исполнение партии Додона в опере «Золотой петушок» Римского-Корсакова и третьей степени (1951) — за оперу «От всего сердца» Г. Л. Жуковского. Мать — Любовь Александровна Серебровская (Грюнталь) родилась в 1913 году в дворянской семье с немецким происхождением — советская артистка балета, балетмейстер и педагог.

### Детские и юношеские годы
Почти сразу после рождения В. Г. Серебровского семья переезжает из Самары в Саратов, где в возрасте пяти лет мальчика отдают в музыкальную школу, из которой он перешел на живописное отделение художественного училища, куда он был зачислен сразу на второй курс.
В это же время в город Саратов переезжает Николай Михайлович Гущин, советский художник, реставратор, большой друг семьи.
В Саратове он приобретает моторную лодку и изготавливает своими руками первый этюдник восьмилетнему Владимиру Серебровскому, почти все совместные дни они проводят на пленэре, запечатлевая русскую природу. Затем Серебровский поступает на художественный факультет во ВГИК, где обучается с такими известными мастерами своего дела, как С. Алимов, А. Бойм, В. Левенталь, Н. Двигубский, М. Ромадин, А. Кузнецов.

## Творческая деятельность
После окончания ВГИКа Серебровский работал во многих театрах Москвы, СССР и зарубежья. Параллельно занимался станковой живописью, участвовал в московских и международных выставках. В. Г. Серебровский, много путешествовал по востоку: Индии, Непалу, Японии, где обучался медитационным практикам и изучал написание мандал, так родился его художественный цикл иллюстраций к индийскому эпосу «Рамаяна», работы из которой были так же экспонированы в Калькутте.
В 1988 году в жизни художника происходит судьбоносная встреча с Татьяной Дорониной, которая пригласила Владимира Серебровского на должность главного художника МХАТ им. М. Горького, где его первый спектакль «Вишнёвый сад» А. Чехова в постановке С. Данченко имел оглушительный успех. Вплоть до своей кончины художник создавал удивительные по красоте картины, погружающие зрителя в атмосферу той или иной эпохи.
Следует отметить, что В. Г. Серебровский — один из немногих театральных художников, кто проделал путь от абстрактного искусства к реалистичному.
Так как жизнь Владимира Глебовича всегда была тесно связана с музыкой (художник играл на нескольких инструментах, в частности на ситаре), в нескольких спектаклях он выступал как музыкант и композитор. Также в советское время им была организована студия электронной музыки при музее им. Скрябина в Москве, где художник продолжал дело великого композитора по единению света и музыки, а так же создавал необычные для того времени композиции.
Значительной частью творчества художника являются произведения станковой живописи. Владимир Серебровский – один из немногих художников, перешедший от абстрактного искусства к фигуративной живописи. Он много путешествовал по Непалу, Индии, Японии, Китаю, известен как большой знаток ориентальной культуры и, в частности, создал иллюстрации к индийскому эпосу «Рамаяна».
Под влиянием философии и медитативных техник Южной и Восточной Азии Серебровский отказывается от использования «тяжёлых» холста и масла и начинает писать на «лёгком» картоне прозрачной темперой и гуашью. Также, вернувшись в Россию после путешествий по странам Востока, художник переносит яркую азиатскую колористику и на русский пейзаж. Природа Подмосковья, дворянские усадьбы, дремучий лес, изображённые Серебровским на картоне, насыщены красками и светом подобно японским садам и горам Памира.
В 2004 году Владимир Глебович стал Лауреатом премии правительства Москвы за заслуги в области литературы и искусства.
Скончался 13 апреля 2016 года на 79 году жизни после тяжёлой болезни. Похоронен на Кунцевском кладбище.

## Сценография
Театр им. М. Н. Ермоловой
- «Фунт мяса» А. Куссани 1965
- «Бал воров» Ж. Ануя 1966
- «Золотой мальчик» К. Одетса 1971
- «Черёмуха» В. Астафьева 1976
- «Мэрри Поппинс» П. Трэверс 1976
- «Конец — делу венец» У. Шекспира 1978
- «Глубокое синее море» Т. Рэттигана 1983

Свердловский государственный театр оперы и балета им. А. В. Луначарского
- «Ромео, Джульетта и тьма» К. Молчанова 1967
- «Искатели жемчуга» Ж. Бизе 1968
- «Ромео и Джульетта» С. Прокофьева 1969

Таджикский государственный академический театр оперы и балета им. Садриддина Айни
- «Любовь-волшебница» М. де Файли 1969
- «Дафнис и Хлоя» М. Равеля 1969
- «Барышня и хулиган» Д. Шостаковича 1971
- «Демон» А. Рубинштейна 1982
- «Севильский цирюльник» Дж. Россини 1984
- «Всадники народа» Д. Дустмухамедова 1985
- «Евгений Онегин» П. Чайковского 1986

Театр на Малой Бронной
- «Снятый и назначенный» Г. Волчек 1975

Азербайджанский Государственный Русский Драматический театр
- «Дом на песке» Р. Ибагимбекова 1977
- «Иванов» А. Чехова 1978
- «Праздничный сон до обеда» А. Островского 1981
- «Дни Турбиных» М. Булгакова 1982
- «Варвары» М. Горького 1984

МХАТ им. М. Горького
- «Вишнёвый сад» А. Чехова 1988
- «Французский квартал» Т. Уильямса 1990
- «Белая гвардия» М. Булгакова 1991
- «Аввакум» В. Малягина 1992
- «Лес» А. Островского 1993
- «Мы идём смотреть „Чапаева“» О. Данилова 1993
- «Мадам Александра» Ж. Ануя 1993
- «Доходное место» А. Островского 1994
- «Теркин жив и будет» А. Твардовского 1995
- «Версия „Англетер“» А. Яковлева 1995
- «Семейные праздники» В. Белова 1996
- «Зыковы» М. Горького 1996
- «Её друзья» В. Розова 1997
- «Дама-невидимка» П. Кальдероне 1997
- «Весь Ваш Антоша Чехонте» («Юбилей», «Медведь») А. Чехова 1988
- «В день свадьбы» В. Розова 1988
- «Без вины виноватые» А. Островского 2000
- «Униженные и оскорблённые» по Ф. Достоевскому 2001
- «Контрольный выстрел» С. Говорухина, Ю. Полякова 2001
- «Был один человек» А. Кристи 2002
- «Дверь в смежную комнату» А. Эйкбурна 2002
- «Высотка» Ю. Харламова 2002
- «Умная для себя, глупая для других» Лопе де Веги 2003
- «Васса Железнова» М. Горького 2003
- «Заложники любви, или Халам-бунду» Ю. Полякова 2004
- «Годы странствий» А. Арбузова 2005
- «Рюи Блаз» В. Гюго 2006
- «Женитьба Белугина» А. Островского 2006
- «Красавец мужчина» А. Островского 2006
- «Дикарка» А. Островского, Н. Соловьева 2013
- «Как Боги…» Ю. Полякова 2015
- «Отелло уездного города» («Грех да беда на кого не живет») А. Островского 2015

## Художник кино
- 1966 — Последний жулик

## Персональные выставки
1979-1980 — выставки театральных эскизов в Москве, Ленинграде, Тбилиси.
1982 — выставка графических работ по индийскому эпосу «Рамаяна» в Доме Дружбы с народами зарубежных стран, Москва.
1992 — выставка живописи в Музее восточных культур (Государственный музей искусства народов Востока), Москва.
1995 — выставка в галерее на Кузнецком мосту, Москва.
1997 — выставка в Галерее Коллекция, ЦДХ, Москва.
2000 — выставка в государственном театральном музее имени А. А. Бахрушина, Москва.
2012 — выставка в Галерее Вересов, Москва.
2012 — выставка в государственном театральном музее имени А. А. Бахрушина, Москва.
2015 — выставка в Плёсском государственном историко-архитектурном и художественном музее-заповеднике, Плёс.

## Признание
1985 — золотая медаль на выставке «Пражская Квадриенале» (в группе с другими художниками) за оформление чеховских спектаклей.
1996 — награждён Дипломом Российской Академии Художеств.
1998 —  Заслуженный деятель искусств Российской Федерации.
2004 — Лауреат премий правительства Москвы за заслуги в области литературы и искусства.
2007 — удостоен премии имени М. Ломоносова за заслуги и большой личный вклад в развитие отечественной культуры и искусства с вручением золотой медали.
2007 — Народный художник Российской Федерации.
Произведения В. Серебровского приобретены Государственной Третьяковской галереей, Театральным музеем им. А. А. Бахрушина, музеем музыкальной культуры им. М. Глинки, музеем детских театров, Саратовской картинной галереей, музеем МХАТа, Таджикским городским музеем, а также частными коллекционерами России, Германии, Англии, Франции, Японии, реализовывались на аукционе в Тбилиси.